# Căpriori, Bolgrad
Căpriori (în ucraineană Благодатне, transliterat: Blahodatne) este un sat în comuna Borodino din raionul Bolgrad, regiunea Odesa, Ucraina.

## Demografie
Componența lingvistică a localității Căpriori
     Ucraineană (86,84%)
     Rusă (13,16%)
Conform recensământului din 2001, majoritatea populației localității Căpriori era vorbitoare de ucraineană (86,84%), existând în minoritate și vorbitori de rusă (13,16%).